# Миргородкурорт

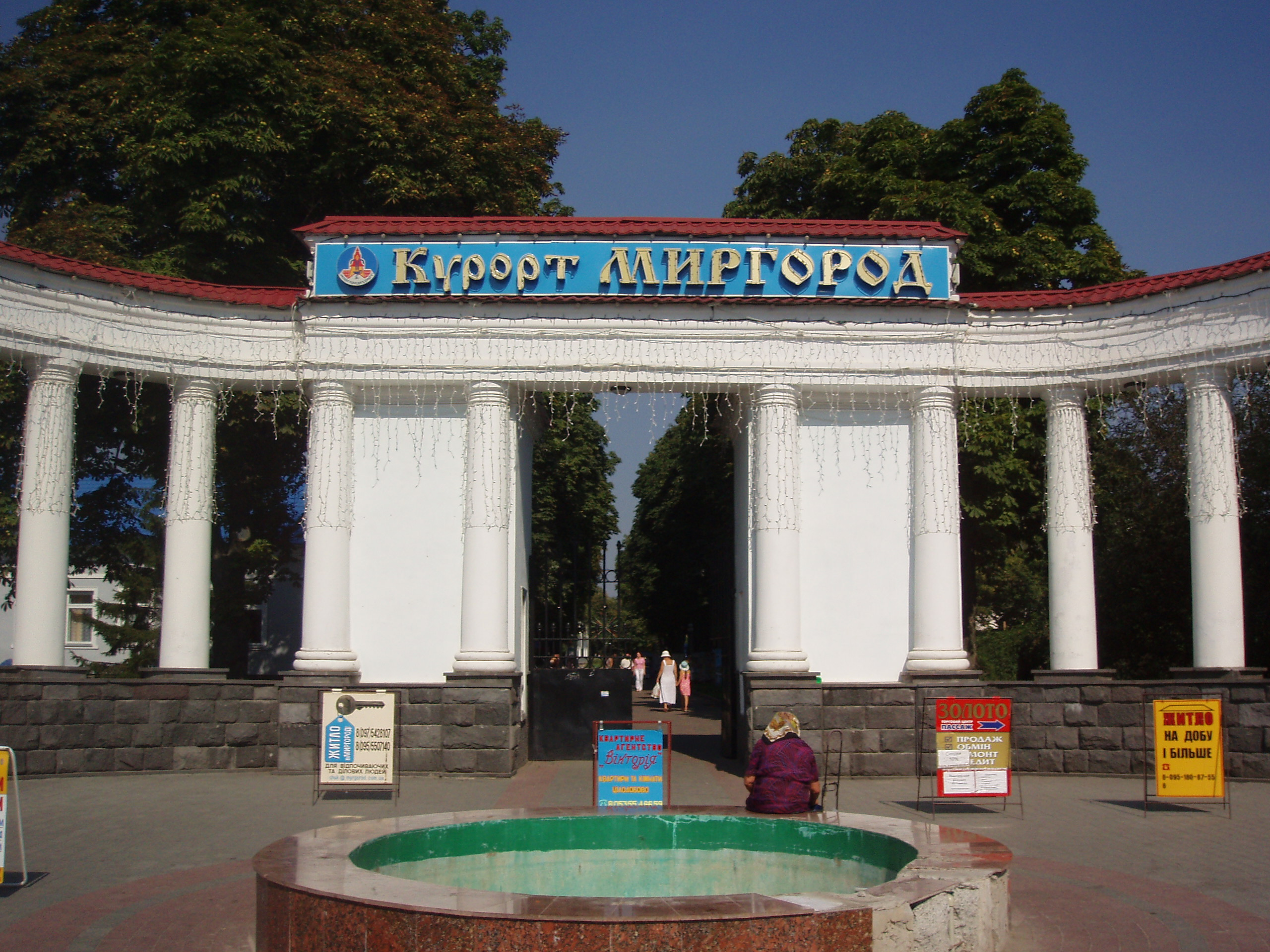
Центральна брама до курортного комплексу в Миргороді

Миргородкурорт (повна назва Закрите акціонерне товариство лікувально-оздоровчих закладів «Миргородкурорт») — це об'єднання чотирьох санаторіїв («Березовий гай», «Полтава», «Хорол» та «Миргород»), які розташовані у центрально-західній частині Миргорода. До території Миргородкурорту окрім самих санаторіїв також входить значна частина лісу західної частини міста, а саме сосновий, березовий та змішані ліси. На території Миргородкурорту також розташований приватний санаторій «Райдужний».

## Історія Миргородкурорту
А починалося все з 5 ванн у пристосованому приміщенні на початку минулого століття.
Якщо вже говорити про історію, то не можна не згадати, що все починалося з нестачі питної води у Миргороді. У 1912 році було пробурено артезіанську свердловину, з якої і почало бити потужне джерело, до 33 тисяч відер за добу. Свердловину вирішили спочатку засипати, тому що вода була солонувата і з неприємним запахом. А потім почали використовувати воду для пожежного двору та лазні. Користуючись водою, мешканці міста помітили, що після прийому декількох ванн, у них почала пропадати ломота в суглобах, покращувалось загальне самопочуття. І ці чутки швидко розповсюджувались по всій окрузі.
Видатний лікар і громадський діяч Миргородщини, дійсний статський радник і генерал від інфантерії Іван Зубковський неодноразово направляв воду на дослідження до лабораторій Харківського, Катеринославського, Київського політехнічних інститутів та у військово-медичну академію Петербурга.
11 серпня 1915 року медична рада визнала мінеральну воду миргородської свердловини лікувальною і дозволила використовувати її для зовнішнього застосування (у вигляді ванн), а через кілька місяців у 1916 році було отримано дозвіл вживати воду з миргородської свердловини як внутрішній лікувальний засіб та розливати її для вивезення в інші місця. Дослідження показали, що вода миргородського джерела відноситься до слабомінеральних хлоридно-натрієвих вод і близька по складу до мінеральних вод відомих європейських курортів Соден, Баден-Баден, Аахен.
Завдяки ініціативі й наполегливості Івана Зубковського 15 квітня 1917 р. було відкрито водолікарню у пристосованому для цього приміщенні міської лазні. Відкрилось ванне відділення і розпочався перший курортний сезон. З цього часу і пішла історія та слава миргородської оздоровниці.
Основну групу тих, хто лікувався у 20-30-ті роки минулого століття, становили хворі на хронічний ревматизм (43,3 %), з ураженням периферичної нервової системи (18,73 %), з подагрою (14,48 %). Мінеральну воду призначали і для внутрішнього споживання (при атонії кишок, сечокислому діатезі). Для поліпшення смакових якостей і тривалого зберігання воду газували.
Із 1947 р. санаторій почав спеціалізуватися на лікуванні захворювань травної системи. І вже в 1949 р. майже 3/4 тих, хто лікувався в санаторії, становили саме такі хворі. А з 1953 р. санаторій стає спеціалізованою оздоровницею шлунково-кишкового профілю.
У 2017 році на державному рівні в Україні відзначався ювілей – 100 років з часу заснування приватного акціонерного товариства лікувально-оздоровчих закладів "Миргородкурорт" (квітень 1917).
12 травня 2017 року курорт відзначив 100-річчя з дня заснування.

## «Миргородкурорт» у наш час
Закрите акціонерне товариство лікувально-оздоровчих закладів «Миргородкурорт» — це сучасний бальнеогрязевий курорт, основні лікувальні фактори якого — всесвітньовідома мінеральна вода і торф'яна грязь.
На території курорту експлуатуються три свердловини. Глибина свердловин від 673 до 710 метрів. Державна комісія по запасах корисних копалин України у 2000 році зробила підрахунок запасів мінеральної води миргородського родовища. Доведено, що вона гарантовано забезпечить перспективний розвиток курорту ще на століття.
Багатолітні дослідження фахівців Українського науково-дослідного інституту медичної реабілітації і курортології МОЗ України підтверджують, що властивості і фізико-хімічний склад миргородської мінеральної води не змінюються.
Вживана безпосередньо з джерела «Миргородська» насичена найважливішими для здоров'я мікро- і макроелементами в ідеальному стані для засвоєння організмом. Іони хлору і натрію є основним матеріалом для шлункового соку і стимулюють секрецію шлунку. Окрім цього, іони натрію грають найважливішу роль у водному обміні організму. Іонам кальцію властива протизапальна дія, а іони магнію знижують рівень холестерину, мають жовчогінну і спазмолітичну дію, знижують збудливість центральної нервової системи. Кремнієва кислота має абсорбційну і протизапальну дію. Мікроелементи — мідь, йод, бром, фтор, залізо, які містяться в «Миргородській» грають найважливішу роль в життєдіяльності організму, оскільки входять до складу більшості ферментів, вітамінів і гормонів.
«Миргородська» відноситься до складних фізико-хімічних подразників, які викликають важливі позитивні зміни в різних органах і системах організму, сприяють його комплексному оздоровленню. Вона показана для внутрішнього вживання при захворюваннях органів травлення, цукровому діабеті і зовнішньо у вигляді ванн для ефективного лікування захворювань органів опори і руху, периферичної нервової системи, гінекологічних захворюваннях і, в цілому, хворобах сечостатевої системи, безплідді, а також у вигляді інгаляцій та промивань при лікуванні захворювань ротової порожнини і носоглотки.
Не менш відомі і цілющі властивості унікальних лікувальних грязей з місцевого родовища. Для того, щоб оцінити популярність і масштаби застосування лікувальних грязей, досить сказати, що навіть при мінімальних дозах, прийнятних для ослабленого організму, тут використовують понад 1200 тонн лікувальних грязей на рік. А загалом бальнеогрязелікарня курорту, яка неодноразово визнавалася найкращою в Україні, пропонує гостям більше 50 видів процедур і щодня надає їх понад дві тисячі. Тут можна отримати максимальний ефект від водолікування у високотехнологічних ванних комплексах і прекрасному лікувальному басейні, оснащеному найсучаснішим обладнанням. Саме тут використовують унікальні методики пасивного вертикального витягнення хребта за допомогою швейцарського поясу «Айрекс» і аквастеп.
Але популярною нашу оздоровницю роблять не лише унікальні природні лікувальні чинники, найсучасніші методики та обладнання, а й високопрофесійний колектив. Сьогодні тут працює майже 1500 досвідчених спеціалістів, із них близько 100 лікарів, серед яких п'ять Заслужених лікарів України, 17 мають вищу кваліфікаційну категорію, 60 — першу; більше 200 медичних сестер, серед яких десять Заслужених працівників охорони здоров'я. Лікарі миргородської оздоровниці добре відомі у науковому світі своїми дослідницькими роботами, активно співпрацюють з науково-дослідними центрами не лише в Україні, а й за кордоном, постійно підвищують свій професійний рівень. Тільки за останні роки фахівцями ЗАТ «Миргородкурорт» опубліковано кілька десятків науково-практичних робіт і дослідження активно продовжуються. Спираючись на столітній досвід та сучасні дослідження, тут розробили цілий ряд оздоровчих програм, які дозволили крім профільних гастроентерологічних створити більше десяти реабілітаційних відділень, що надають можливість на курорті «Миргород» ефективно проводити комплексне оздоровлення всього організму. Люди отримують реальний і найцінніший результат від лікування — і цей результат стійке покращення здоров'я. Тож відпочивальників з усієї України та різних куточків світу приваблює на курорт «Миргород» можливість не тільки отримати якісну діагностику, дослідити динаміку і вплив курортного лікування на стан власного здоров'я, а й отримати чіткі рекомендації висококваліфікованих лікарів для подальшого оздоровлення і профілактики виявлених недугів.
Слави курорту додають найсучасніша лікувально-діагностична база, і чудові кліматичні умови, і дієтичне харчування екологічно чистими продуктами, і широкі можливості активного відпочинку, а надзвичайно чисте повітря, напоєне ароматами курортного парку та прилеглих березового гаю і соснового бору викликає справжнє захоплення відпочивальників.

## Санаторно-курортний комплекс
До складу санаторно-курортного комплексу входять чотири санаторії: «Хорол», «Миргород», «Полтава» та «Березовий гай». Крім основного спрямування курорту — лікування захворювань органів травлення і порушень обміну речовин, кожний санаторій має ще і власну спеціалізацію.
Санаторій «Санаторій Хорол (Миргород)» спеціалізується на реабілітації та оздоровленні вагітних жінок, лікуванні хвороб жіночих статевих органів, має відділення для лікування батьків з дітьми та реабілітаційне відділення хворих після радикальної терапії з приводу онкологічних захворювань. Санаторій вдало поєднує цілющу силу Миргородської мінеральної води, лікувальних грязей, соляної кімнати, універсальні можливості найновіших методик лікування і SPA-відпочинку. Санаторій має власну лікувальну базу, бювет мінеральної води та ванне відділення, басейн відкритого типу де відпочивальники можуть прийняти повний комплекс бальнеологічних процедур.
У санаторії «Миргород» успішно лікують хронічні хвороби шлунку, печінки, жовчних шляхів та підшлункової залози, опорно-рухового апарату та нервової системи. Персонал санаторію спеціалізується на реабілітації учасників ліквідації аварії на Чорнобильській АЕС, хворих із цереброваскулярною патологією, хворобами серцево-судинної системи. Тут працює і відділення реабілітації хворих із захворюваннями сечостатевої системи, оснащене новітнім і унікальним для України медичним обладнанням. А в спеціальному реабілітаційному відділенні та чудово оформленій соляній кімнаті можуть покращити своє здоров'я люди з неспецифічними захворюваннями органів дихання. Допоможуть відновити здоров'я за допомогою гірудотерапії, пневмовакуумтерапії та інших актуальних сьогодні методик лікування.
Санаторій «Санаторій Березовий гай (Миргород)» спеціалізується на лікуванні хвороб пов'язаних з обміном речовин та цукровому діабеті. Лікувальний заклад оснащений найсучаснішим обладнанням. Поєднання власних методик і найкращих світових технологій, наукових розробок німецьких та українських фахівців, запровадження унікальної програми «Школа життя з діабетом», роблять санаторій «Березовий гай» центром національного рівня високоефективної реабілітації хворих із цукровим діабетом, тому на його базі створено Всеукраїнський центр санаторно-курортної реабілітації дітей та підлітків хворих на цукровий діабет на базі відділень для батьків з дітьми та для дорослих, що хворіють на цукровий діабет.
У санаторії «Санаторій Полтава (Миргород)» проводиться реабілітація хворих після операцій на шлунку та жовчному міхурі, після інфарктів міокарду, і що зараз особливо актуально — реабілітація хворих на гіпертонічну хворобу. Тут ефективно лікують захворювання системи опори та руху, неврози та розлади нервової системи.
У кожному з санаторіїв є власні дієтичні їдальні, які в останні роки були капітально відремонтовані з підвищенням комфортності і монтажем систем кондиціонування повітря, тренажерні зали, зали лікувальної фізкультури та фітнесу, лікувального масажу, кабінети інгаляцій, психотерапії, апаратної фізіотерапії.

## Послуги оздоровчого центру
Враховуючи переваги і недоліки розвитку курортної сфери в близькому зарубіжжі і всьому світі керівництво ЗАТ «Миргородкурорт» визначило чітку стратегію подальшого розвитку оздоровниці. Основою її є доведення комфортності і сервісу до рівня найкращих європейських зразків та збереження і активний розвиток лікувально-діагностичної бази. Як результат, у санаторно-курортному комплексі в кілька разів зросли обсяги робіт по капітальних ремонтах. У розвиток лікувально-діагностичної бази курорту інвестовано близько 40 млн гривень власних коштів підприємства, відремонтовано біля сорока відсотків житлового фонду, проведено капітальні ремонти європейського рівня на значних площах у всіх підрозділах оздоровниці, щороку мільйони гривень витрачаються на придбання найсучаснішого медичного обладнання найкращих світових виробників. На фоні світових тенденцій динаміки курортної сфери, що призвели до обмеження курортного лікування спрощеним спектром SPA-процедур та загальнооздоровчих масажів — це надзвичайно важливий результат. Бо навіть найкращі світові оздоровниці зараз не можуть похвалитися такою потужною і сучасною лікувально-діагностичною базою, яку має «Миргородкурорт».
Перелік новітнього обладнання придбаного для підрозділів оздоровниці надзвичайно великий, але увагу хочеться звернути на планомірність цієї роботи. Наприклад, рік тому для лікувально-діагностичного центру курорту було придбано біохімічний автоматизований аналізатор крові, який дає змогу визначати 66 біохімічних показників, а нещодавно — автоматизований гематологічний аналізатор МЕК-7222К японського виробництва, що за 70 секунд видає 22 клінічних показники крові. Це найсучасніше обладнання дало змогу в кілька разів прискорити проведення як біохімічного, так і клінічного аналізів крові, не говорячи вже про гарантовано найвищу точність таких досліджень.
Крім найсучасніших методик діагностики і лікування всього організму в центрі є кріосауна, солярій, й інші процедури.
Усі лікувальні підрозділи Миргородського курорту мають вищу акредитаційну категорію. На курорті також проводять «танцювальну терапію» у чудовому танцзалі. Це чи не єдиний курорт, на території якого діє старовинний православний храм, дзвони якого, крім духовного, мають і глибокий оздоровчий ефект.
На курорті «Миргород» уміють поєднати і чудові традиції щирої української гостинності, і всі родзинки курортного життя, і найсучасніші технології та методики оздоровлення. Тут можливі різні терміни відпочинку і оздоровлення та зручні програми вихідного дня, які особливо актуальні для людей, що не мають часу на тривалий відпочинок.

### Нагороди
ЗАТ «Миргородкурорт» отримало перемогу в Національному рейтингу «Лідер товарів і послуг України», «Лідер XXI століття», загальнонаціональному конкурсі Гран-прі «Вища проба», отримало нагороду «Золотий знак якості товарів і послуг України», відзнаку "Найкращий лікувально-оздоровчий заклад 2008 року за наслідками опиту журналістів «Український туризм очима української преси», у 2009 році отримало відзнаку «Флагман сучасної медицини», міжнародну нагороду «Лаври слави», перемогло у національному проекті «України славні імена» та отримало знак відповідності «Висока конкурентоспроможність».